# Shadow Fight
Shadow Fight é uma série de videogames de luta desenvolvidos pela Banzai Games e publicados pela Nekki. Cada jogo se passa no Extremo Oriente, envolvendo ação de artes marciais entre combatentes que normalmente são silhuetas. A primeira parcela do jogo foi lançada inicialmente como um jogo para o Facebook em 2011, antes de duas sequências serem disponibilizadas como jogos para celulares gratuitos e outras plataformas.
Shadow Fight era um jogo de luta baseado na rede social do Facebook, desenvolvido por Nekki. Foi lançado em 12 de fevereiro de 2011. Nas batalhas online, os jogadores jogam uns contra os outros, utilizando feitiços mágicos, armas de longo alcance e ferramentas de combate corpo a corpo, ou por meio de combates desarmados. Shadow Fight estava disponível no Facebook em vários idiomas: inglês, russo, alemão, francês, italiano, português e turco.
O jogo continuou disponível até alguns meses antes do lançamento de Shadow Fight 3. Em 16 de agosto de 2017, os desenvolvedores anunciaram no Twitter que os servidores Shadow Fight seriam encerrados em 29 de setembro de 2017 e que as transações no jogo não seriam mais aceitas. Os jogadores que abriram o jogo receberam 900.000 rubis como presente de despedida. No entanto, devido à demanda popular, Nekki atrasou a paralisação em um mês, até 27 de outubro de 2017.
Shadow Fight 2, é a segunda parcela da trilogia, lançado mundialmente em 2014 para dispositivos móveis e portado para computadores e consoles de oitava geração, a sequência é mais voltada para a história do que seu antecessor. A trama segue um guerreiro conhecido apenas como “Shadow” que já foi um guerreiro lendário, conhecido por nunca perder uma batalha. Enquanto procurava um oponente digno, Shadow acidentalmente abriu o Portão das Sombras, um caminho para outro reino, liberando demônios poderosos em seu mundo. Reduzido a uma silhueta sem rosto, Shadow agora luta para recuperar sua honra e seu corpo físico perdidos.
O jogo consiste em múltiplos atos, cada um dos quais envolve o jogador subindo de nível participando de batalhas contra oponentes controlados por IA, ganhando dinheiro para atualizar o arsenal de Shadow. Enquanto os primeiros atos giram em torno de Shadow lutando contra os demônios que ele libertou no mundo e procurando uma maneira de selar os Portões das Sombras, e também de derrotar os demônios. A parte final do jogo mostra Shadow se aventurando no Shadow World, onde ele deve derrotar um senhor da guerra alienígena chamado “Titan”. O jogo também inclui um modo multijogador, onde, em vez de lutarem entre si, os jogadores devem trabalhar juntos para derrotar vários chefes no submundo.
Shadow Fight 3, é um jogo de luta com elementos de RPG de ação. Foi anunciado em abril de 2017 com lançamento previsto para o outono do mesmo ano. Após extensos testes beta, o jogo foi lançado no Canadá em 17 de julho de 2017, na Índia em 27 de outubro de 2017 e mundialmente em 16 de novembro de 2017. É jogável em vários idiomas.
Ao contrário de seus antecessores, Shadow Fight 3 não representa os lutadores como silhuetas, em vez disso, eles são renderizados como personagens tridimensionais realistas em um ambiente animado. Os jogadores constroem um medidor durante o combate, que lhes permite entrar temporariamente na 'Forma Sombria'. Isso permite que eles usem habilidades de sombra. As habilidades de sombra são baseadas no equipamento e na facção atuais do jogador. Os itens são adquiridos na forma de cartões colecionáveis que podem ser ganhos ou comprados na loja. 
O jogo se passa anos após os acontecimentos de Shadow Fight 2, e gira em torno de um conflito entre três facções distintas. O jogador inicia o jogo como membro da Legião, que usa principalmente armas europeias, como espadas e martelos, e possui ataques lentos, mas poderosos. Mais tarde, eles escapam para a Dinastia, que tem um estilo de luta mais rápido, mais acrobático e utiliza armas de toda a Ásia como Nunchaku e Guandao. A última facção principal são os Arautos, que possuem ataques mais precisos e principalmente armamento japonês como Naginata e Katana (das quais existem duas variantes: Katana normal e aquelas usadas de maneira semelhante ao Iaidō).
Shadow Fight 4: Arena, foi lançado em novembro de 2020. É um jogo de luta de sombras, que parece um humano e guerreiros. Os jogadores podem lutar contra outros jogadores da mesma região. Os jogadores também podem coletar fragmentos de personagens, e são necessários 10 fragmentos de personagens para desbloquear um personagem. As raridades dos personagens variam, atualmente existem quatro raridades: comum, rara, épica e lendária, sendo lendária a mais rara e comum a mais comum. O jogo não é compatível com emuladores.
Shadow Fight: Shades ou Shades: Shadow Fight Roguelike, é uma sequência direta de Shadow Fight 2 e uma prequela de Shadow Fight 3, tornando-se uma interquela. Um teste beta fechado começou em 12 de setembro de 2022. O novo jogo foi posteriormente lançado na Play Store em 14 de março de 2023 para regiões selecionadas, e foi lançado globalmente em 7 de novembro de 2023.
Shades mantém a estética plana de silhueta 2D dos lutadores de Shadow Fight 2. Ele apresenta uma nova mecânica chamada Shades, que dá ao jogador habilidades para ganhar vantagem, semelhante à de Vantagens e Encantamentos .

## Jogos Publicados
Aqui está a lista de jogos da série Shadow Fight:
Shadow Fight (2011)
Shadow Fight 2 (2014)
Shadow Fight 3 (2017)
Shadow Fight 4: Arena (2020)
Shadow Fight: Shades Roguelike (2023)